# Ceratophryidae
Ceratophryidae – rodzina płazów z rzędu płazów bezogonowych (Anura).

## Zasięg występowania
Rodzina obejmuje gatunki występujące w Ameryce Południowej.

## Systematyka
Rodzina Ceratophryidae obejmuje trzy rodzaje mające żyjących przedstawicieli:
- Ceratophrys Wied-Neuwied, 1824
- Chacophrys Reig & Limeses, 1963 – jedynym przedstawicielem jest Chacophrys pierottii (Vellard, 1948)
- Lepidobatrachus Budgett, 1899

Frost i współpracownicy (2006) w swojej klasyfikacji płazów zaliczyli te trzy rodzaje, a także rodzaje Atelognathus i Batrachyla, do podrodziny Ceratophryinae w obrębie rodziny Ceratophryidae; oprócz tego autorzy ci zaliczyli do Ceratophryidae także drugą podrodzinę Telmatobiinae z jednym rodzajem Telmatobius. Grant i współpracownicy (2006) wydzielili rodzaje Atelognathus i Batrachyla do trzeciej podrodziny Batrachylinae. Z analizy filogenetycznej przeprowadzonej przez Pyrona i Wiensa (2011) wynika jednak, że Batrachylinae, Ceratophryinae i Telmatobiinae nie tworzą kladu, do którego nie należałyby również rodziny Alsodidae, Cycloramphidae, Hylodidae, Odontophrynidae i Rhinodermatidae; na tej podstawie autorzy podnieśli podrodziny Batrachylinae i Telmatobiinae do rang odrębnych rodzin.